# Gourgançon
Gourgançon település Franciaországban, Marne megyében. Lakosainak száma 146 fő (2022. január 1.). Gourgançon Salon, Semoine, Connantray-Vaurefroy, Corroy, Euvy és Faux-Fresnay községekkel határos.

## Népesség
A település népességének változása:
| Lakosok száma | 179  | 166  | 152  | 163  | 169  | 160  | 149  | 145  | 143  | 146  |
|               | 1968 | 1982 | 1990 | 2006 | 2013 | 2015 | 2017 | 2019 | 2020 | 2022 |